# 帕雷多內斯
34°39′5″S 71°53′59″W / 34.65139°S 71.89972°W

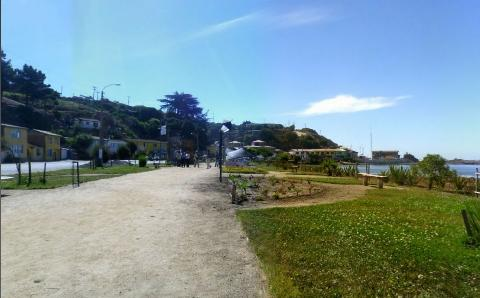

帕雷多內斯（西班牙語：Paredones），是智利的城鎮，位於該國中部奧伊金斯將軍解放者大區的卡德納爾卡羅省，始建於1845年10月6日，面積561.5平方公里，海拔高度42米，2002年人口6,695人，人口密度每平方公里11.92人。